# Heinrich IV. von Lichtenau

Heinrich IV. von Lichtenau

Heinrich IV. von Lichtenau (* 1443 oder 1444 in Bedernau oder Mindelheim; † 12. April 1517 in Dillingen) war von 1505 bis zu seinem Tode Bischof von Augsburg.

## Leben

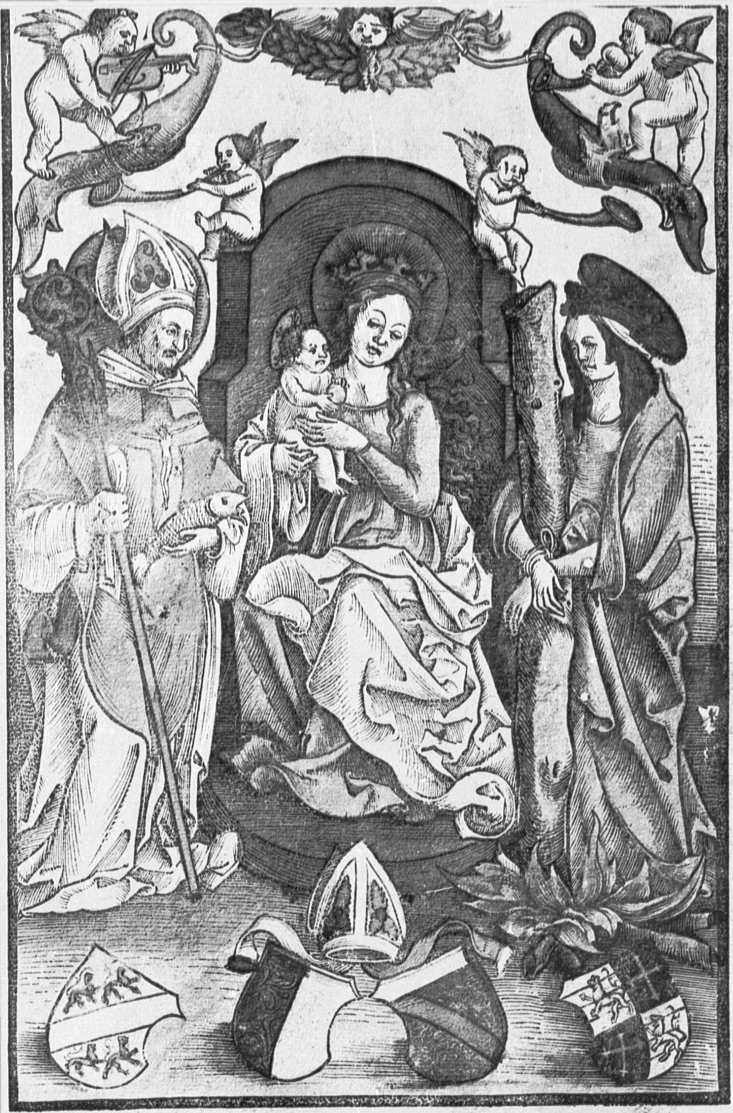
Madonna zwischen den Heiligen Ulrich und Afra, Holzschnitt mit den Wappen von Heinrich IV. von Lichtenau

Heinrich IV. entstammte dem Adelsgeschlecht von Lichtenau, das seinen Stammsitz auf einer Burg bei Mindelzell hatte, und war schon früh als Kanoniker in Wiesensteig bei Göppingen tätig. Nachdem er an den Universitäten in Freiburg im Breisgau und Pavia den Baccalaureus und die Promotion erworben hatte, war er ab 1473 als Kanoniker am Augsburger Dom. 1477 wurde er zum Officialis und 1485 zum Generalvikar ernannt.
Nach dem Tod seines Vorgängers Friedrich II. von Zollern wurde von Lichtenau 1505 in der Dillinger Basilika Sankt Peter vom Eichstätter Fürstbischof Gabriel von Eyb (1455–1535) zum Bischof geweiht. Noch im selben Jahr veranlasste er den Bau des Schlosses in Zusmarshausen und den Neubau des Schlosses in Oberdorf. Während seiner Zeit als Bischof von Augsburg wurde außerdem das Dillinger Schloss von einer mittelalterlichen Wehrburg zu einem Burgschloss im Stil der Gotik umgebaut.
Kurz vor seinem Tod wählte von Lichtenau in Absprache mit dem Domkapitel Christoph von Stadion zu seinem Koadjutor, der am 10. April 1517 – von Lichtenau war bereits schwerkrank – von Papst Leo X. mit dem Nachfolgerecht betraut wurde. Zwei Tage später verstarb von Lichtenau in Dillingen, wurde von dem Augsburger Stadtarzt Ambrosius Jung (1471–1548) obduziert und in einer Kapelle des Augsburger Doms bestattet.